# Pump Up the Volume
"Pump Up the Volume" is de enige single van de Britse studioproject M/A/R/R/S. Het werd op 3 augustus 1987 uitgebracht. Het wordt gezien als baanbrekend nummer in de housemuziek en in het gebruik van samples.

## Achtergrond
"Pump Up the Volume" is geschreven door Martyn en Steve Young en geproduceerd door John Fryer en Martyn Young. Het nummer en de groep M/A/R/R/S ontstonden als samenwerkingsproject tussen de groepen A.R. Kane en Colourbox. "Pump Up the Volume" is grotendeels het werk van Colourbox, terwijl A.R. Kane de B-kant "Anitina (The First Time I See She Dance)" voor hun rekening nam. Beide groepen droegen tevens bij aan het nummer van de andere groep. Colourbox wilde wel dat de single onder hun naam zou verschijnen, maar de platenmaatschappij stond dit niet toe, deels omdat zij wisten dat Martyn Young regelmatig lang aan nieuwe muziek werkte.
In juli 1987 werden "Pump Up the Volume" en "Anitina (The First Time I See She Dance)" aan diverse clubs geleverd. De single had een wit label en er werd geen artiest vermeld. Eerstgenoemde track bleek het populairst en werd vervolgens het meest gepromoot. Op 24 augustus werden beide nummers voor het grote publiek uitgebracht, officieel als single met dubbele A-kant. Een week later verscheen een remix van "Pump Up the Volume", die uitgroeide tot de bekendste versie van het lied.
In "Pump Up the Volume" werden veel samples gebruikt; zo is de titel afkomstig uit "Paid in Full" van Eric B. & Rakim. Daarentegen waren Stock, Aitken & Waterman het niet eens met een sample uit hun lied "Roadblock", waardoor de uitgave van de single enkele dagen uitgesteld moest worden. Uiteindelijk werd er een overeenkomst bereikt waardoor de betreffende sample niet op de Amerikaanse versie te horen zou zijn. In plaats daarvan werden enkele samples gebruikt van artiesten die onder contract stonden bij platenmaatschappij 4th & B'way, die de single in de Verenigde Staten uitbracht.

## Succes
"Pump Up the Volume" groeide uit tot een grote hit. In het Verenigd Koninkrijk stond het twee weken op de eerste plaats in de UK Singles Chart. Ook in Canada, Italië, Nieuw-Zeeland en Zimbabwe kwam het tot de hoogste positie in de hitlijsten, terwijl in onder meer Australië, Denemarken, Duitsland, Finland, Frankrijk, Ierland, Oostenrijk, Spanje en Zwitserland de top 10 werd gehaald. In Nederland bereikte het de eerste plaats in de Top 40 en de tweede plaats in de Nationale Hitparade Top 100, terwijl in Vlaanderen de vierde positie in een voorloper van de Ultratop 50 werd gehaald.
"Pump Up the Volume" wordt gezien als het nummer dat de house populair maakte. In navolging kwam de groep Two Men, a Drum Machine and a Trumpet (een zijtak van Fine Young Cannibals) met de single "Tired of Getting Pushed Around", terwijl "Beat Dis" van Bomb the Bass, "Bass (How Low Can You Go?)" van Simon Harris, "Theme from S-Express" van S'Express en "Doctorin' the House" van Coldcut en Yazz & the Plastic Population ook successen werden. M/A/R/R/S zou zelf echter nooit meer een single opnemen; A.R. Kane was niet blij dat hun bijdrage aan de single grotendeels was verwijderd, terwijl Colourbox wel door wilde gaan, maar niet de £100.000 wilde betalen die A.R. Kane eiste voor het volledige gebruik van de groepsnaam.

## Gebruikte samples
Vanwege rechtenkwesties zijn verschillende samples op de Britse en Amerikaanse versies van "Pump Up the Volume" te horen.
| Gesampled nummer                                                         | Gesampled fragment                                                                       | Originele versie VK | Versie VS/12"-remix | Radioversie VK | Radioversie VS | Bonus Beats-versie |
| ------------------------------------------------------------------------ | ---------------------------------------------------------------------------------------- | ------------------- | ------------------- | -------------- | -------------- | ------------------ |
| Afrika Bambaataa & James Brown, "Unity (Part Three - Nuclear Wildstyle)" | Herhaalde stem ("Ah...")                                                                 | Ja                  | Ja                  | Ja             | Ja             | Nee                |
| The Bar-Kays, "Holy Ghost"                                               | Drums met moogsynthesizer (rond "put the needle...")                                     | Ja                  | Ja                  | Ja             | Ja             | Ja                 |
| James Brown, "Super Bad (Part One)"                                      | Stem ("Watch me")                                                                        | Ja                  | Nee                 | Ja             | Nee            | Nee                |
| Tom Browne, "Funkin' for Jamaica (N.Y.)"                                 | Trompet                                                                                  | Ja                  | Ja                  | Ja             | Ja             | Nee                |
| Choice M.C.'s & Fresh Gordon, "Gordy's Groove"                           | Stem ("Oh yeah")                                                                         | Nee                 | Ja                  | Nee            | Nee            | Ja                 |
| Criminal Element Orchestra, "Put the Needle to the Record"               | Stem ("Put the needle on the record when the drum beats go like this")                   | Ja                  | Ja                  | Ja             | Ja             | Nee                |
| Eric B. & Rakim, "I Know You Got Soul (a cappella version)"              | Stem ("Pump up the volume, dance")                                                       | Ja                  | Ja                  | Ja             | Ja             | Nee                |
| Fab Five Freddy ft. Beeside, "Change le Beat"                            | Piep en vervormde stem ("Ah")                                                            | Ja                  | Ja                  | Ja             | Ja             | Ja                 |
| D.ST & Jalal Mansur Nuriddin, "Mean Machine"                             | Chant ("Automatic, push-button, remote control; synthetic, genetics, command your soul") | Ja                  | Nee                 | Ja             | Nee            | Nee                |
| Graham Central Station, "The Jam"                                        | Drums en herhaalde stem ("Hu, ha")                                                       | Ja                  | Ja                  | Ja             | Ja             | Ja                 |
| Jimmy Castor Bunch, "It's Just Begun"                                    | Stem ("It's just begun")                                                                 | Ja                  | Ja                  | Ja             | Ja             | Nee                |
| Kool & The Gang, "Jungle Jazz"                                           | Drums                                                                                    | Ja                  | Ja                  | Ja             | Ja             | Nee                |
| George Kranz, "Din Daa Daa (Trommeltanz)"                                | Stem ("Din daa daa...")                                                                  | Nee                 | Ja                  | Nee            | Nee            | Nee                |
| Lovebug Starski & The Harlem World Crew, "Positive Life"                 | Stem ("That's right, dude, this gotta be the greatest record of the year/Check it out")  | Ja                  | Nee                 | Ja             | Nee            | Nee                |
| Trailer van de film Mars Needs Women                                     | Stem ("Mars needs women")                                                                | Nee                 | Ja                  | Nee            | Nee            | Ja                 |
| Montana Sextet, "Who Needs Enemies (With a Friend Like You)"             | Stem                                                                                     | Ja                  | Nee                 | Nee            | Nee            | Nee                |
| Nuance, "Loveride"                                                       | Stem ("Oh")                                                                              | Nee                 | Ja                  | Nee            | Ja             | Nee                |
| Original Concept, "Pump That Bass"                                       | Stem ("Pump that bass")                                                                  | Ja                  | Ja                  | Ja             | Ja             | Nee                |
| Pleasure, "Celebrate the Good Things"                                    | Blazers                                                                                  | Ja                  | Ja                  | Ja             | Ja             | Nee                |
| Pressure Drop, "Rock the House (You'll Never Be)"                        | Stem ("Rock the house")                                                                  | Ja                  | Ja                  | Nee            | Nee            | Nee                |
| Public Enemy, "You're Gonna Get Yours (My 98 Oldsmobile)"                | Stem ("You're gonna get yours")                                                          | Ja                  | Ja                  | Ja             | Ja             | Nee                |
| Run-D.M.C., "Here We Go (Live at the Funhouse)"                          | Stem ("Aw, yeah")                                                                        | Ja                  | Ja                  | Nee            | Nee            | Nee                |
| The Soul Children, "I Don't Know What This World Is Coming To"           | Stem ("Brothers and sisters")                                                            | Ja                  | Ja                  | Ja             | Ja             | Nee                |
| Stock, Aitken & Waterman, "Roadblock (7" version)"                       | Stem ("Hey") door Chyna (Coral Gordon) en saxofoon door Gary Barnacle                    | Ja                  | Nee                 | Nee            | Nee            | Nee                |
| Trouble Funk, "Pump Me Up"                                               | Stem ("Pump-pump me up")                                                                 | Ja                  | Ja                  | Ja             | Ja             | Nee                |
| Fred Wesley & The J.B.'s, "Introduction to the J.B.'s"                   | Stem ("Without no doubt")                                                                | Ja                  | Nee                 | Ja             | Nee            | Nee                |
| Fred Wesley & The J.B.'s, "More Peas"                                    | Stem ("Yeah, yeah")                                                                      | Ja                  | Ja                  | Ja             | Ja             | Nee                |
| Whistle, "(Nothing Serious) Just Buggin'"                                | Fluiten                                                                                  | Ja                  | Nee                 | Nee            | Nee            | Nee                |
| Dunya Yunis, "Abu Zeluf"                                                 | Stem                                                                                     | Ja                  | Ja                  | Ja             | Ja             | Ja                 |

## Hitnoteringen

### Nederlandse Top 40
| Hitnotering: 03-10-1987 t/m 19-12-1987 | Hitnotering: 03-10-1987 t/m 19-12-1987 | Hitnotering: 03-10-1987 t/m 19-12-1987 | Hitnotering: 03-10-1987 t/m 19-12-1987 | Hitnotering: 03-10-1987 t/m 19-12-1987 | Hitnotering: 03-10-1987 t/m 19-12-1987 | Hitnotering: 03-10-1987 t/m 19-12-1987 | Hitnotering: 03-10-1987 t/m 19-12-1987 | Hitnotering: 03-10-1987 t/m 19-12-1987 | Hitnotering: 03-10-1987 t/m 19-12-1987 | Hitnotering: 03-10-1987 t/m 19-12-1987 | Hitnotering: 03-10-1987 t/m 19-12-1987 | Hitnotering: 03-10-1987 t/m 19-12-1987 | Hitnotering: 03-10-1987 t/m 19-12-1987 |
| Week                                   | 1                                      | 2                                      | 3                                      | 4                                      | 5                                      | 6                                      | 7                                      | 8                                      | 9                                      | 10                                     | 11                                     | 12                                     |                                        |
| -------------------------------------- | -------------------------------------- | -------------------------------------- | -------------------------------------- | -------------------------------------- | -------------------------------------- | -------------------------------------- | -------------------------------------- | -------------------------------------- | -------------------------------------- | -------------------------------------- | -------------------------------------- | -------------------------------------- | -------------------------------------- |
| Nummer                                 | 28                                     | 11                                     | 4                                      | 2                                      | 2                                      | 1                                      | 2                                      | 2                                      | 5                                      | 12                                     | 24                                     | 33                                     | uit                                    |

### Nationale Hitparade Top 100
| Hitnotering: 03-10-1987 t/m 16-01-1988 | Hitnotering: 03-10-1987 t/m 16-01-1988 | Hitnotering: 03-10-1987 t/m 16-01-1988 | Hitnotering: 03-10-1987 t/m 16-01-1988 | Hitnotering: 03-10-1987 t/m 16-01-1988 | Hitnotering: 03-10-1987 t/m 16-01-1988 | Hitnotering: 03-10-1987 t/m 16-01-1988 | Hitnotering: 03-10-1987 t/m 16-01-1988 | Hitnotering: 03-10-1987 t/m 16-01-1988 | Hitnotering: 03-10-1987 t/m 16-01-1988 | Hitnotering: 03-10-1987 t/m 16-01-1988 | Hitnotering: 03-10-1987 t/m 16-01-1988 | Hitnotering: 03-10-1987 t/m 16-01-1988 | Hitnotering: 03-10-1987 t/m 16-01-1988 | Hitnotering: 03-10-1987 t/m 16-01-1988 | Hitnotering: 03-10-1987 t/m 16-01-1988 | Hitnotering: 03-10-1987 t/m 16-01-1988 |
| Week                                   | 1                                      | 2                                      | 3                                      | 4                                      | 5                                      | 6                                      | 7                                      | 8                                      | 9                                      | 10                                     | 11                                     | 12                                     | 13                                     | 14                                     | 15                                     |                                        |
| -------------------------------------- | -------------------------------------- | -------------------------------------- | -------------------------------------- | -------------------------------------- | -------------------------------------- | -------------------------------------- | -------------------------------------- | -------------------------------------- | -------------------------------------- | -------------------------------------- | -------------------------------------- | -------------------------------------- | -------------------------------------- | -------------------------------------- | -------------------------------------- | -------------------------------------- |
| Nummer                                 | 27                                     | 12                                     | 4                                      | 2                                      | 2                                      | 2                                      | 2                                      | 3                                      | 5                                      | 13                                     | 16                                     | 23                                     | 33                                     | 51                                     | 61                                     | uit                                    |